# Biblioteka Narodowa Indii
Biblioteka Narodowa Indii (hindi राष्ट्रीय पुस्तकालय) – biblioteka narodowa Indii z siedzibą w Kolkacie, założona w 1948 roku, największa biblioteka w Indiach.

## Historia
Początkiem dzisiejszej indyjskiej biblioteki narodowej było otwarcie 21 marca 1836 roku Biblioteki Publicznej w Kolkacie w domu F. B. Stronga. Na ten cel Charles Metcalfe przeniósł 4675 woluminów z biblioteki Fort William College. Była to wówczas jedyna biblioteka publiczna w tej części świata. Biblioteka została ostatecznie połączona z Biblioteką Imperialną (którą utworzono w 1891 roku), George Curzon otwarł ją dla publiczności po połączeniu 30 stycznia 1903 roku w Metcalfe Hall. Ówczesna biblioteka miała za zadanie gromadzić wszelkie druki dotyczące Indii. Bibliotekę narodową powołano po odzyskaniu niepodległości na mocy dokumentu Imperial Library (Change of Name) Act w 1948 roku. Zbiory przeniesiono do Belvedere Estate. Działacz Maulana Azad otworzył bibliotekę dla publiczności 1 lutego 1953 roku. W 1976 roku ponownie zmieniono nazwę na Biblioteka Narodowa Indii na mocy The National Library of India Act. Biblioteka narodowa ma zagwarantowany status instytucji o znaczeniu narodowym przez Artykuł 62 Konstytucji Indii. Pierwsza strona internetowa biblioteki została uruchomiona 22 stycznia 2002 roku . Dyrektorem biblioteki jest prof. Ajay Pratap Singh. 

## Architektura
W latach 1903–1923 biblioteka mieściła się w Metcalfe Hall, po czym przeniesiono ją do Esplanade. W 1941 roku zbiory przeniesiono do Jobakusum House, a w 1948 roku wróciły do Esplande. Po zmianie nazwy Biblioteki Cesarskiej na Narodową siedzibą biblioteki stał się budynek Belvedere House na terenie Belvedere Estate. Został wybudowany w XIX wieku w stylu włoskiego renesansu na 130 akrowej (12 ha) działce. Był on siedzibą wicekróla Indii, a potem wicegubernatora Bengalu. W budynku Esplanade East Row do 2004 roku działała czytelnia czasopism BN. 
Biblioteka zajmuje kilka budynków, ich łączna powierzchnia to 62 825,158 m² . W  2004 roku zbiory biblioteki zostały przeniesione do nowego budynku Bhasha Bavan. Biblioteka posiada jeszcze dwa wolnostojące aneksy (Annexe Building (9-piętrowy budynek o powierzchni 10 000 m²) i  Prashasan Bhavan (3-piętrowy budynek o powierzchni 2700 m²) oraz budynek laboratorium chemicznego. W 2022 roku budynek Belvedere House, od 2004 roku nie używany został poddany konserwacji.

## Zbiory
Na mocy ustawy Delivery of Books and Newspapers Act z 1954 roku prawo do otrzymywania egzemplarza obowiązkowego mają 4 biblioteki w kraju, w tym Biblioteka Narodowa. Wydawca ma obowiązek dostarczyć do nich każdą wydaną publikację w ciągu 30 dni od daty wydania (oprócz wydawnictw przeznaczonych do użytku służbowego). Naruszenie ustawy podlega karze do 50 rupii, a w przypadku nie wywiązania się z obowiązku dostarczenia książki lub gazety sąd może wymierzyć grzywnę równą wartości książki. Sąd może również podjąć decyzję o przekazaniu całości lub części grzywny poszkodowanej bibliotece.
Biblioteka ma w swoich zbiorach przeszło 2,2 mln książek , co czyni ją największą biblioteką w Indiach. Posiada dużą kolekcję zbiorów kartograficznych, w tym 85 tysięcy drukowanych map . Poza drukami współczesnym gromadzi cymelia w liczbie około 3600 jednostek , m.in. drzeworyty podarowane przez Dalajlamę  oraz rękopisy m.in. autografy Rabindranatha Tagorego. Zbiory cyfrowe obejmują m.in. 2,7 mln tekstów dysertacji, 25 tysięcy zdigitalizowanych książek i innych dokumentów.

## Działalność
Biblioteka jest otwarta 362 dni w roku, jest zamknięta w święta państwowe. Instytucja podlega Ministerstwu Kultury . Gromadzi egzemplarz obowiązkowy na mocy dokumentu Delivery of Books Act z 1954 roku. Poza zadaniami biblioteki narodowej jako nadrzędnego organu bibliotecznego kraju pełni rolę biblioteki publicznej, korzystanie z biblioteki jest bezpłatne . Dla kilkunastu popularnych języków używanych w Indiach zostały utworzone osobne oddziały. Powołano także osobny oddział dla dzieci , do którego nie obowiązują zapisy . 

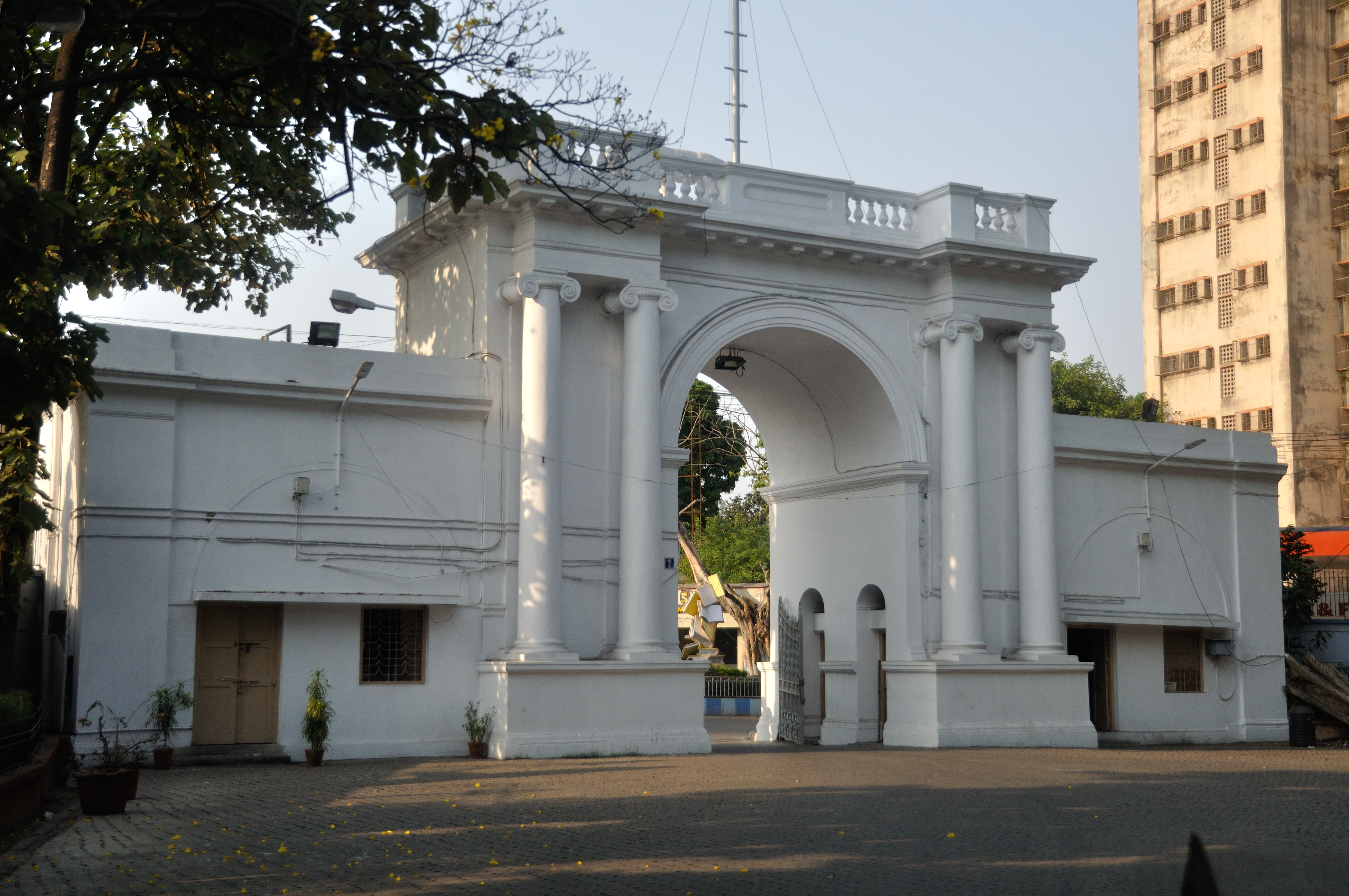
Brama wjazdowa
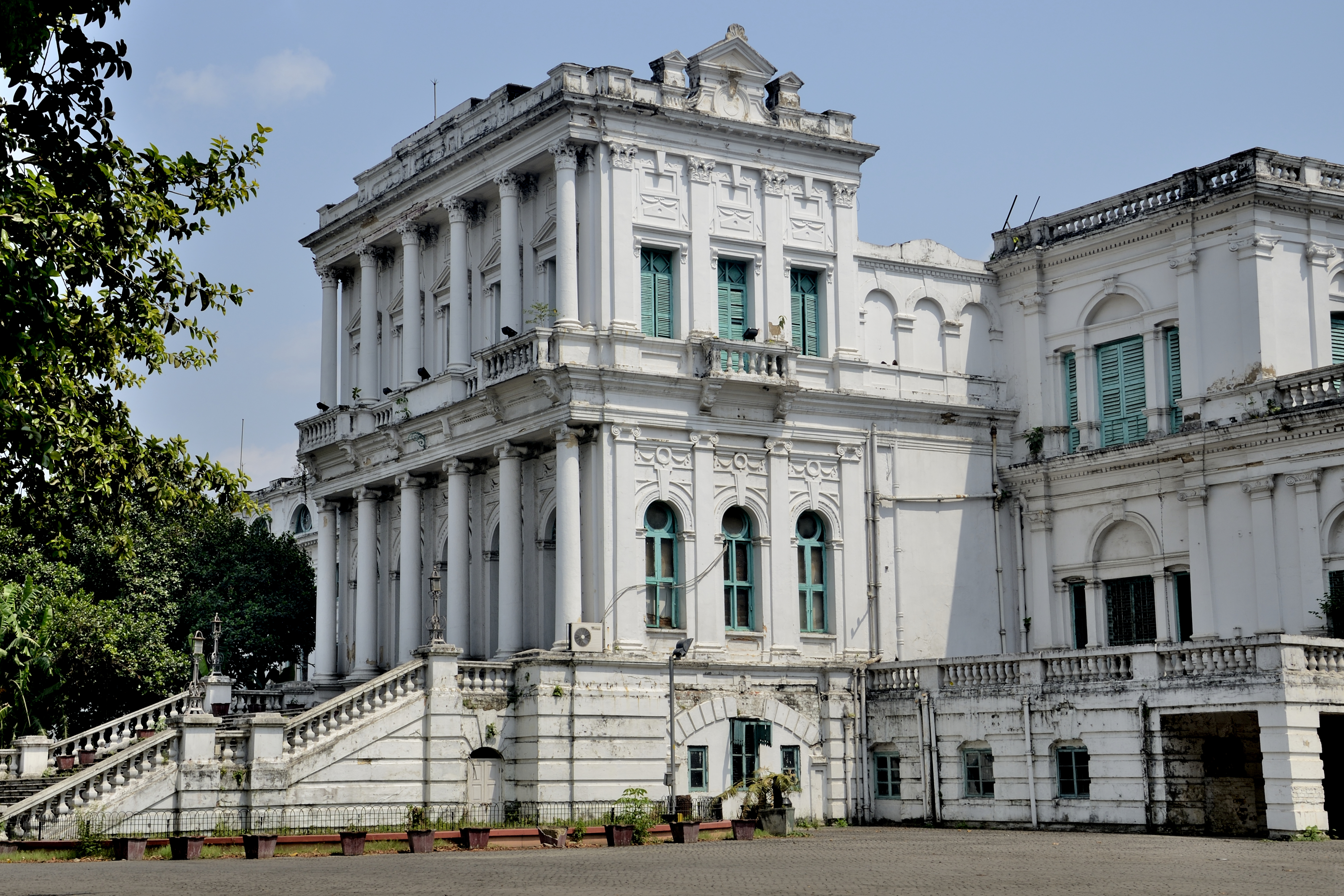
Belvedere House
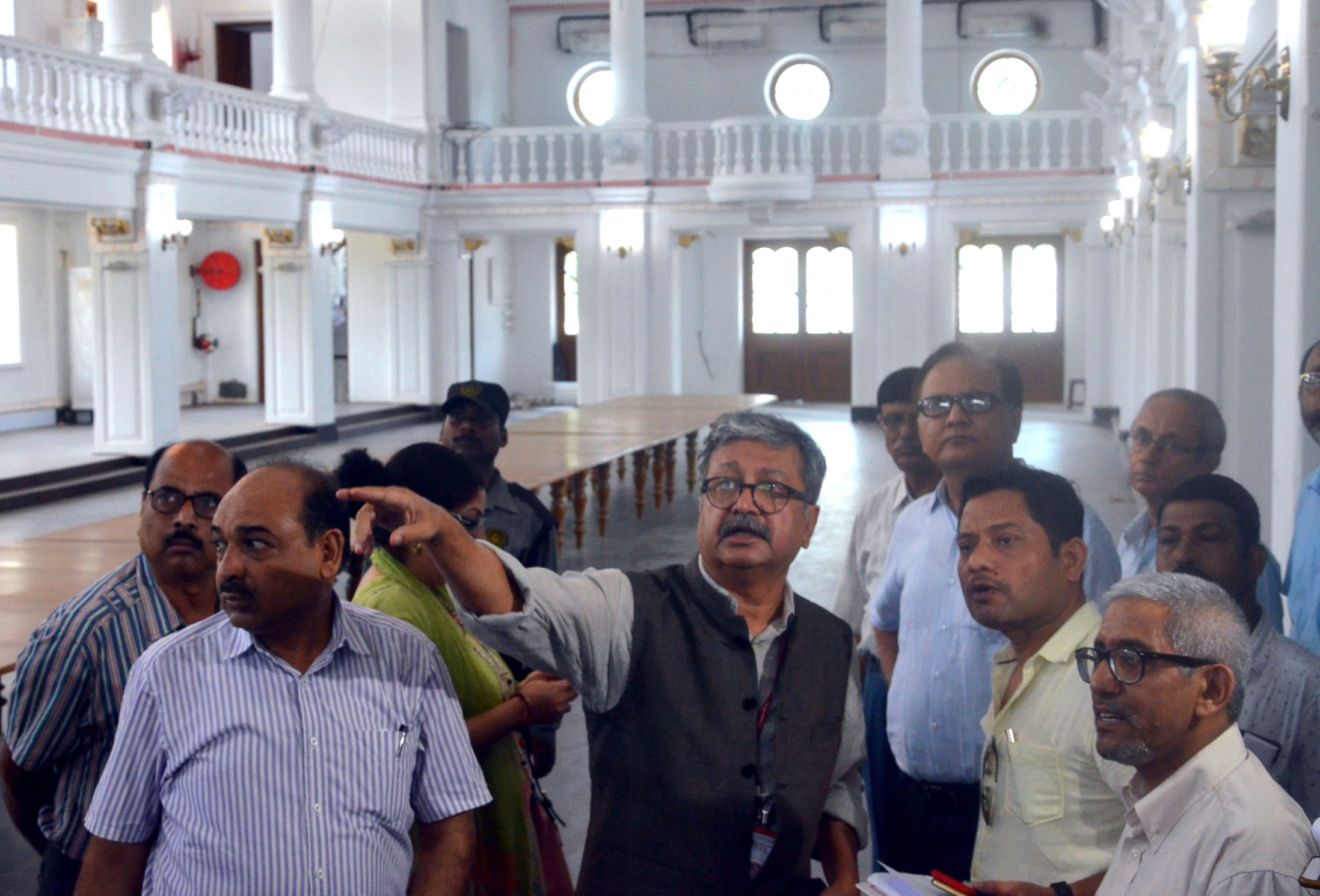
Wnętrze Belvedere House
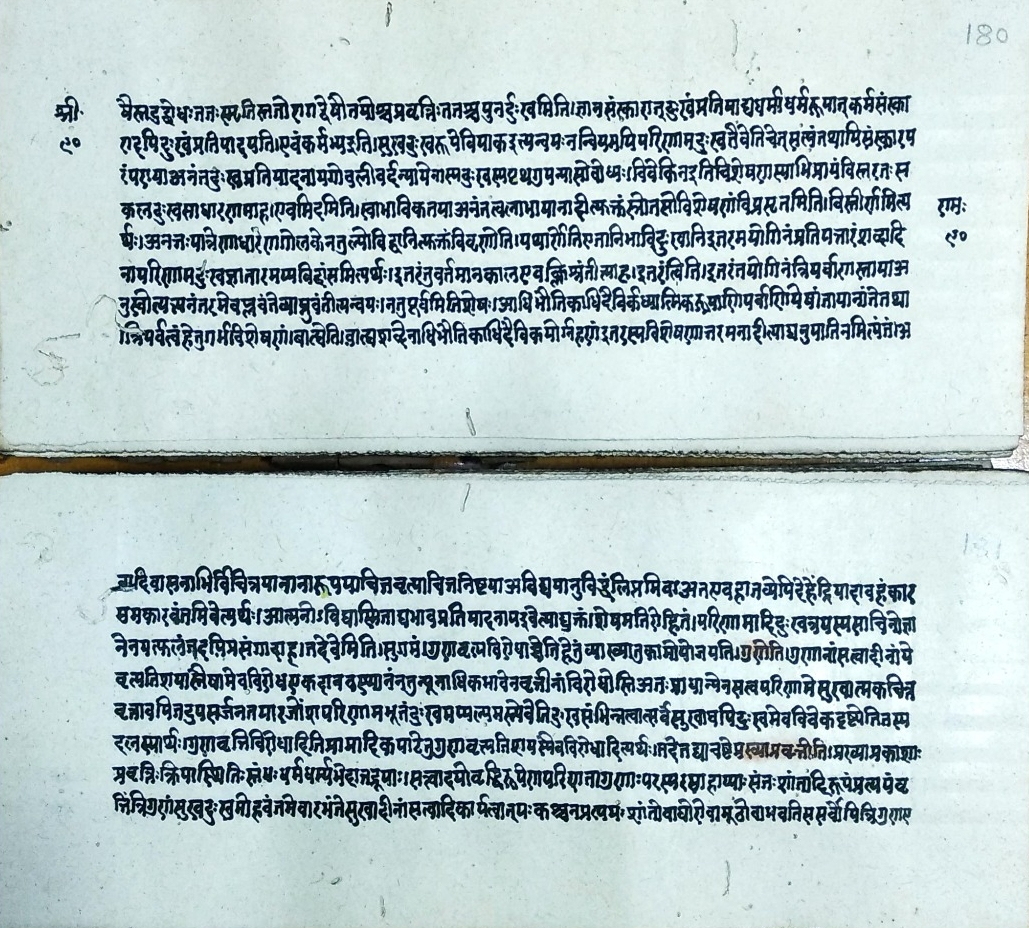
Rękopis Jogasutr Patańdźaliego ze zbiorów indyjskiej Biblioteki Narodowej
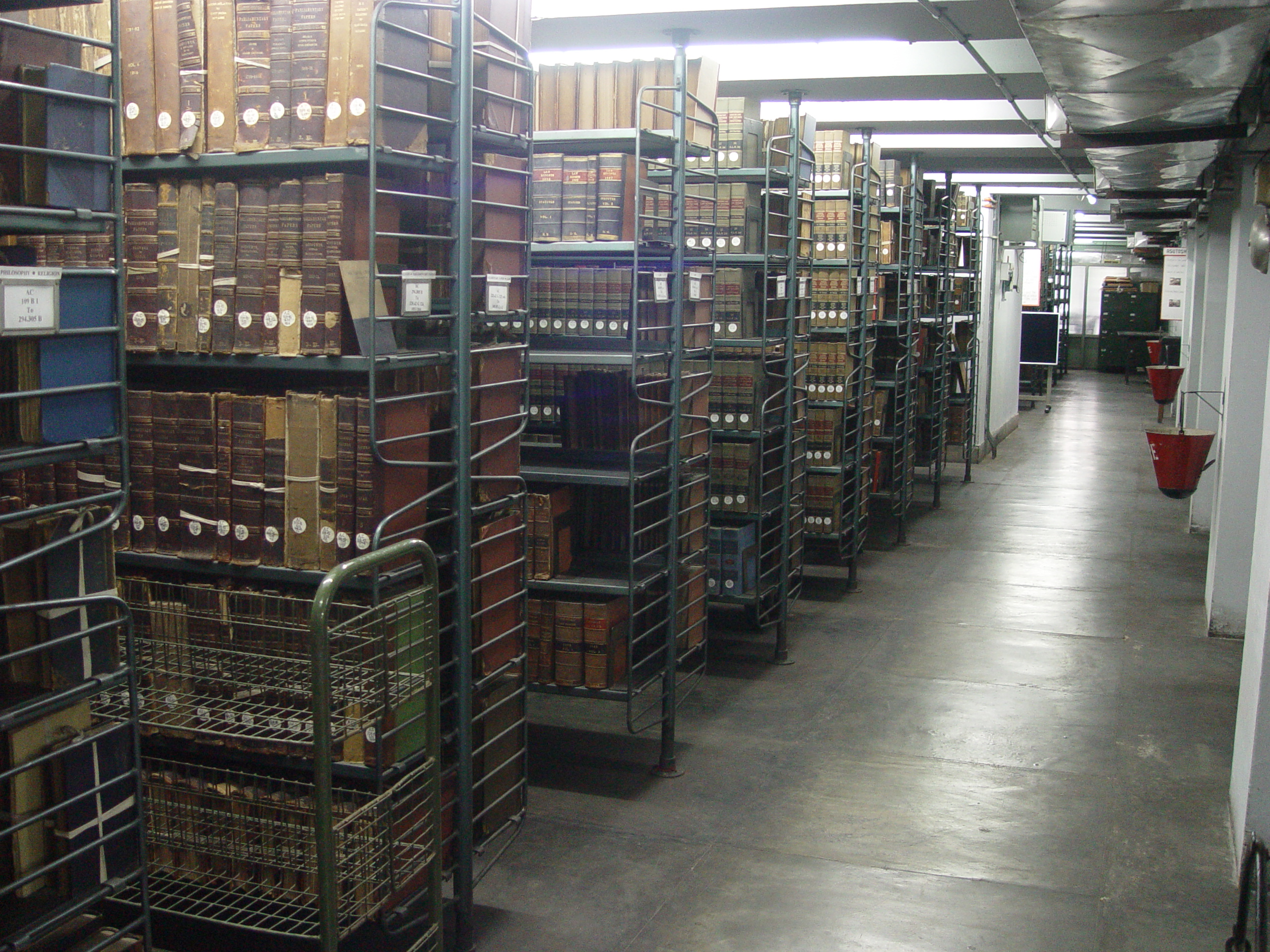
Kolekcja Aśutosza Mukhopadhjaja w aneksie
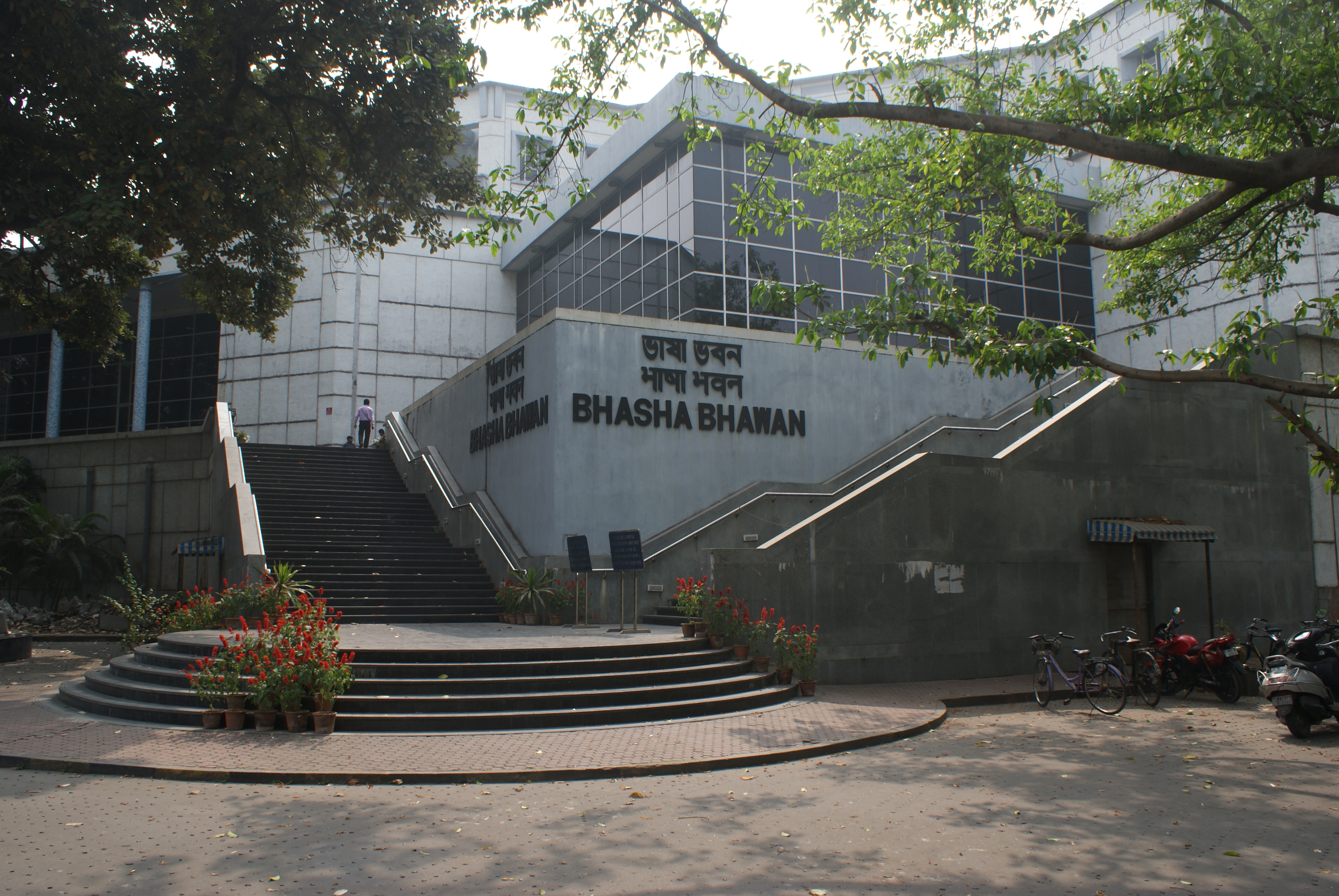
Budynek Bhasha Bhavan
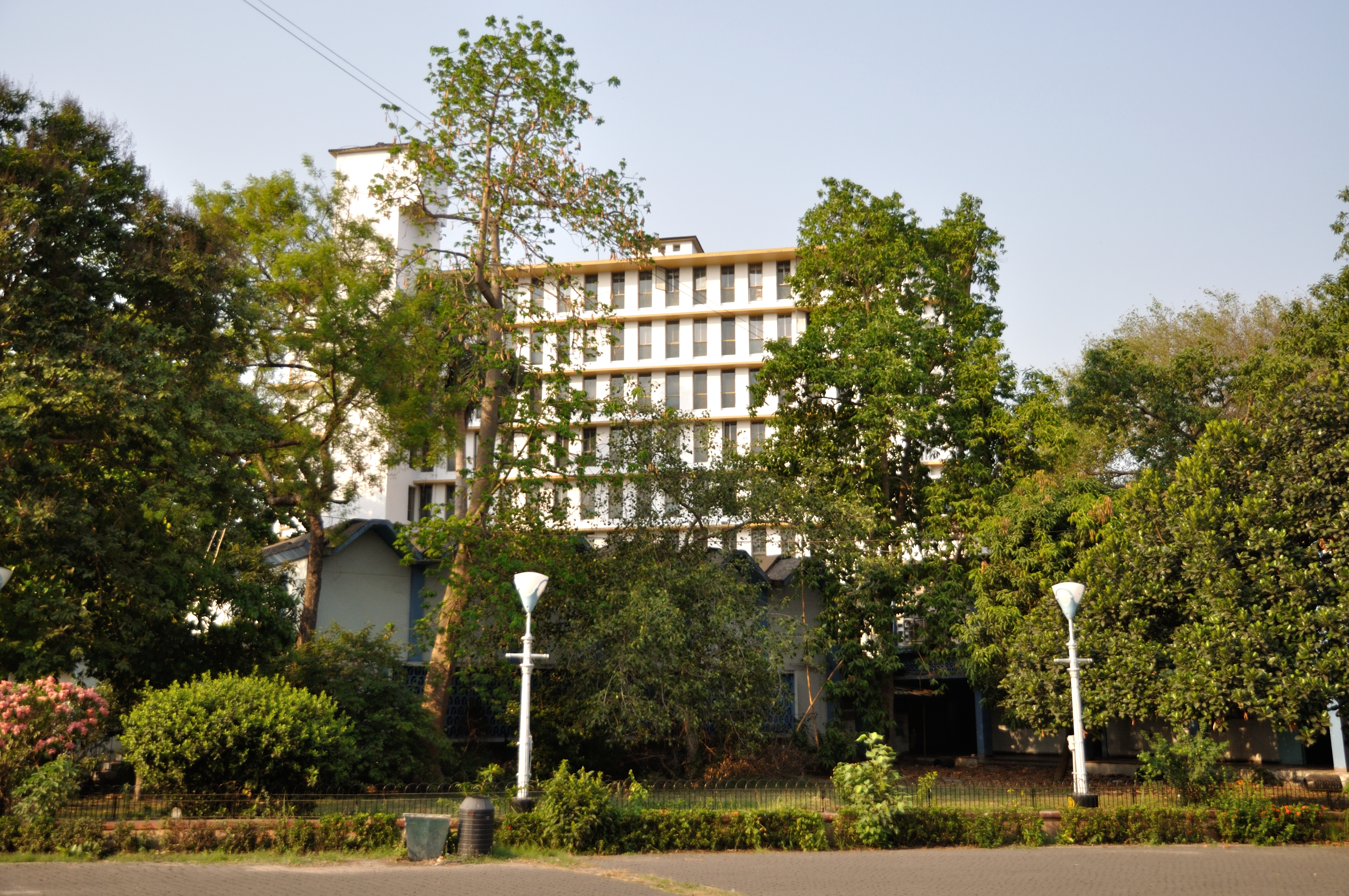
Aneks
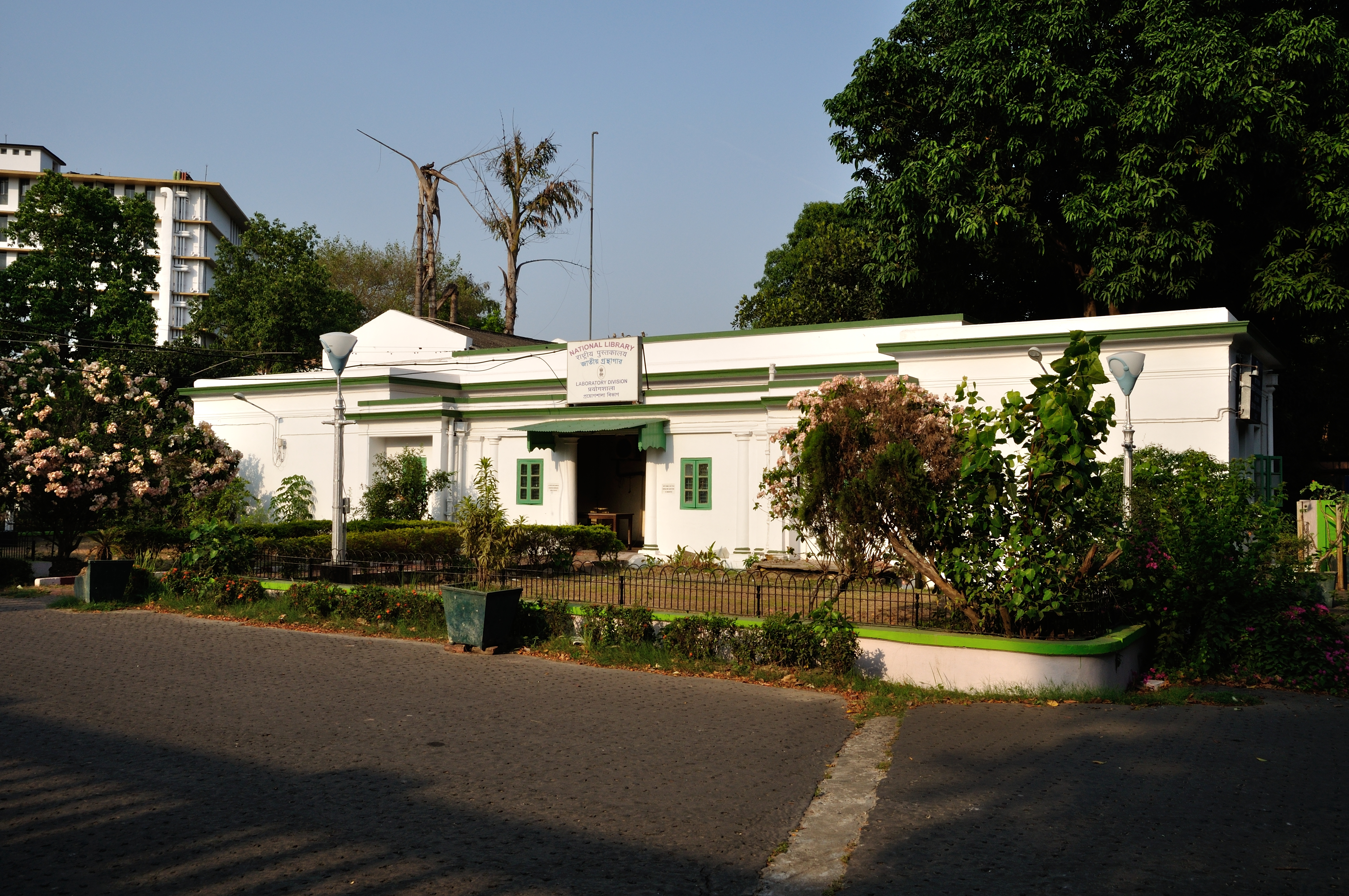
Budynek laboratorium chemicznego